# Alberto Setzer
Alberto Waingort Setzer (São Paulo, 14 de março de 1951 — São Paulo, 8 de setembro de 2023) foi um engenheiro ambiental brasileiro, pesquisador do Instituto Nacional de Pesquisas Espaciais (INPE). Foi idealizador do programa de monitoramento de queimadas do instituto, que identifica via satélite focos de incêndio em biomas como a Floresta Amazônica.

## Vida e carreira
Setzer nasceu em São Paulo, em 1951. Seu pai foi o pedólogo russo José Setzer (1909-1983). Formou-se em engenharia mecânica no Instituto Mauá de Tecnologia em 1973; obteve o mestrado em engenharia ambiental pelo Technion Institute of Technology de Israel em 1977,  doutorado pela Universidade Purdue de Indiana, Estados Unidos em 1983, e pós-doutorado no Joint Research Center/EE, em Ispra, Itália, em 1993.
Ingressou no INPE em 1977, no setor de meteorologia. No instituto, coordenou a implantação da rede de fotômetros solares AeroNet da NASA. Também coordenou o programa de meteorologia antártica do instituto na estação Comandante Ferraz entre 1985 e 2012.

## Projeto Queimadas
Em 1983, Setzer, de volta dos Estados Unidos, recebeu a tarefa de desenvolver um projeto de cooperação científica com a NASA. Em 1985, ele supervisionou a missão  GTE-Able2A (Global Tropospheric Experiment – Atmospheric Boundary Layer/Amazon), que sobrevoou a floresta amazônica para analisar a atmosfera sobre o bioma. Acreditava-se que a Amazônia teria um dos ares mais puros do planeta, mas as leituras do projeto identificaram emissões de dióxido de carbono, monóxido de carbono, ozônio e outros poluentes.
Setzer, no laboratório do INPE em Cachoeira Paulista, teve acesso às imagens de infravermelho do satélite da NASA Noaa-9. Nelas, ele identificou focos de incêndio no Mato Grosso e Pará compatíveis com as leituras de poluentes detectadas pela missão.
Em 1986, Setzer envia as descobertas para o Instituto Brasileiro de Desenvolvimento Florestal, precursor do IBAMA. De posse das imagens, o diretor de comunicação do órgão, Aylê-Salassiê Quintão, ficou impressionado, e divulgou-as para a imprensa. As queimadas na Amazônia foram tema de reportagens em jornais brasileiros e estrangeiros.
Em 1988, o presidente José Sarney anuncia o Programa de Defesa do Complexo de Ecossistemas da Amazônia Legal, conhecido como Programa Nossa Natureza. O INPE implanta o projeto de sensoriamento remoto de queimadas, coordenado por Setzer.

### Morte
Alberto Setzer morreu em 9 de setembro de 2023, aos 72 anos ,em São Paulo.